# Wolf Benjamin Eibeschütz

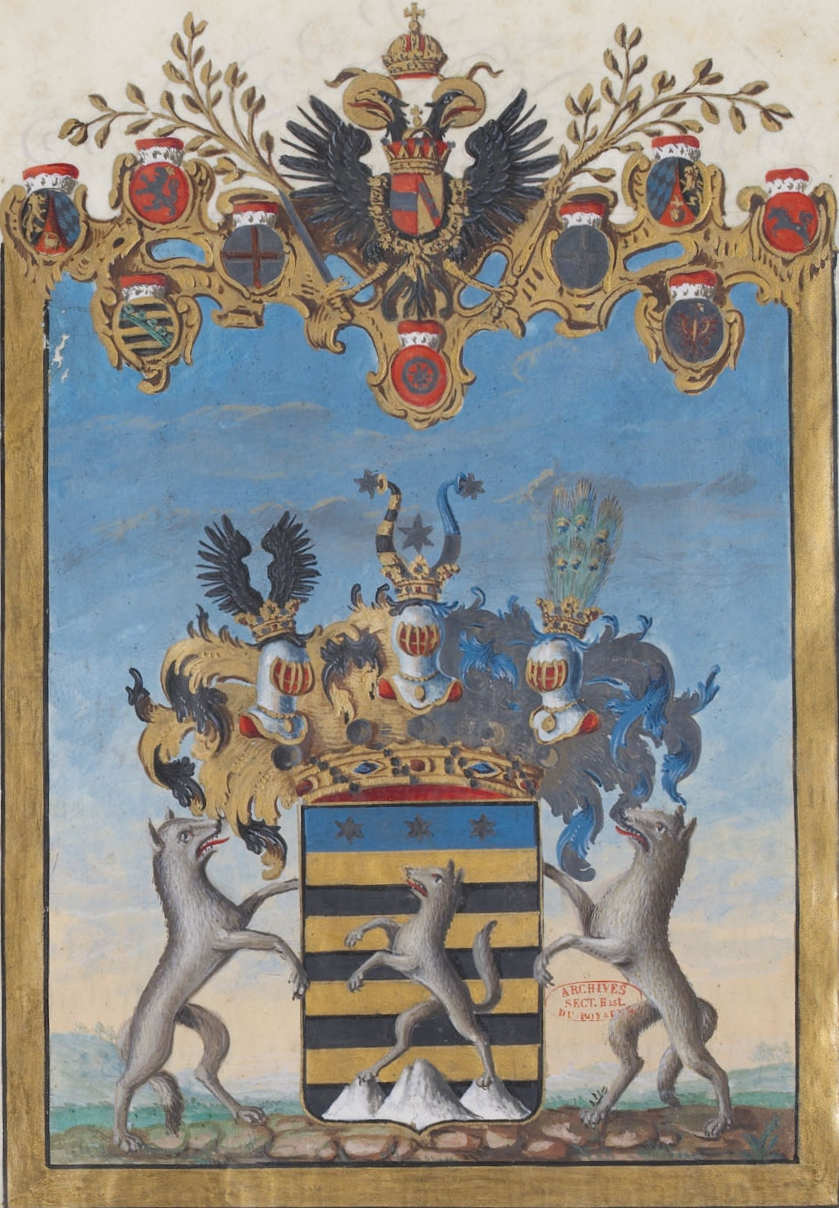
Wappenschild von Wolf Benjamin Eibeschütz

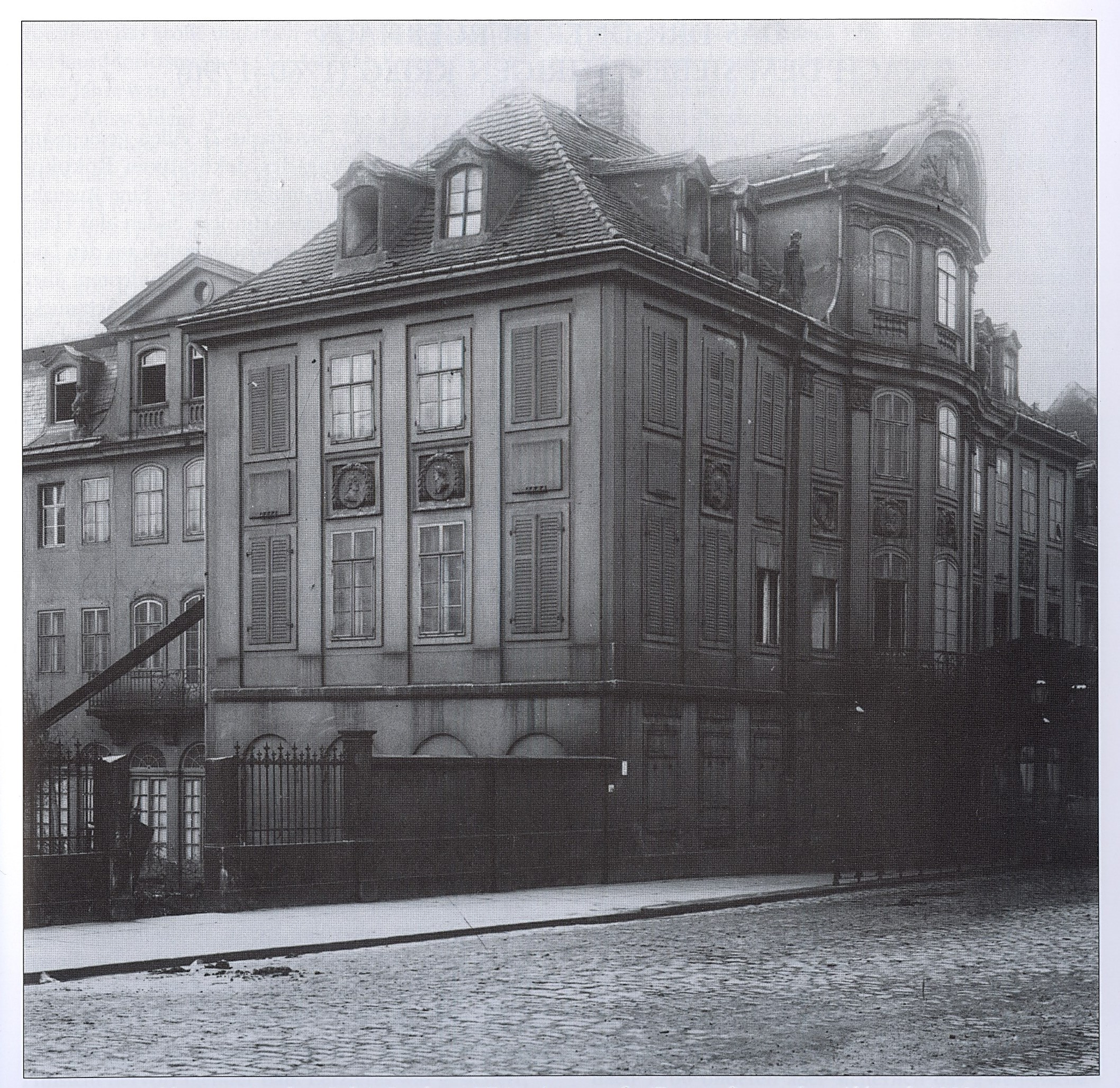
Palais Boxberg

Wolf Benjamin Eibeschütz (geb. 1740 in Prag; gest. 18. November 1806 in Dresden) war ein Kabbalist, Abenteurer, Stifter und sächsischer Hoffaktor.

## Familie
Wolf war der Sohn des Rabbi Jonathan Eybeschütz und dessen Ehefrau Elkele Spira, Tochter des Rabbis Isaak Spira (böhmischer Landrabbiner, gest. 26. Dezember 1749 in Prag). Seine älteste Schwester war mit Mordechai Kasab (ben Isaak Bondi) verheiratet, die jüngere, Hizel, wurde 1755 an Moses (Benjamin Wolf) Fränkel in Breslau vermählt. Seine Brüder, Löw (gest. 1772), Isaac, Aaron (gest. 1829), Nathan Nata (gründete die Eibenschützische Synagoge in Dresden, Zahnsgasse 77) und Mordechai (gest. 1799) lebten alle eine Zeitlang in Dresden. - Am 9. Mai 1800 heiratete er in Breslau unter dem Namen Wolf Jonas Adlersthal Amalie (Michla) Bloch (1780–1853), die Tochter des Breslauer Rabbiners Moses Fischel Bloch. Nach dem Tod von Eibeschütz heiratete sie den Fuhrunternehmer Simon Kremser, der mit seinen Kremsern 1825 das erste Angebot des öffentlichen Personennahverkehrs in Berlin einführte. Ihre Kinder mit Eibeschütz waren Elkele (geb. 1801), Sheindel (geb. 1802) und Matil (geb. 1803).

## Leben
Mit seinem Vater zog er nach Metz und Altona. Als Jugendlicher kam er nach Wien, geriet in schlechte Gesellschaft und begann ein abenteuerliches Leben zu führen. In türkischer Kleidung bereiste er mit 15 Jahren Ungarn, Podolien und Mähren. Er gab vor, prophetische Visionen zu haben, und spielte eine Messiasrolle, wobei er sich einen Anhang zu verschaffen wusste. Mehrmals traf er sich mit dem Sabbatianer Jacob Frank. In Mähren befreundete er sich mit der Dobruschka-Familie, die aus Anhängern von Jacob Frank bestand. Er traf auch die Anhänger des Sektenführers Berukhiah Russo (aka Osman Baba, 1677–1720), dessen Tochter oder Enkelin er zur Frau nahm. Er konkurrierte mit Jacob Frank um die Führungsposition der podolischen und mährischen Sabbatianer. In Brünn nutzte er seine Kenntnis vom Erscheinen des Halleyschen Kometen (der ja in Dresden, wo die Brüder lebten, von Johann Georg Palitzsch zuerst beschrieben wurde), um seine Anhänger mit einer Feuersäule am Himmel und begleitendem Meteoritenschauer zu verblüffen. Zu diesem Zeitpunkt war er 18 Jahre alt. Ezechiel Landau, Oberrabbiner zu Prag, erließ wegen dieser Aktivitäten ein Schreiben an Jonathan Eibenschütz und forderte ihn auf, das frevelhafte Treiben des Sohnes nicht länger zu unterstützen, da es auch auf ihn einen gewaltigen Schatten werfe. Wolf Eibeschütz geriet in Schulden, sollte verhaftet werden und floh nach Altona. Der Vater, anstatt ihn wie gefordert zu verstoßen, veröffentlichte ein unfertiges Werk (Krethi uplethi), um die Schulden des Sohnes zu bezahlen. Wolf ging 1762 wieder nach Wien, wo er den späteren österreichischen Gesandten Franz Joseph von Wurmbrand-Stuppach (1737–1806) kennenlernte, dem er dann nach Dresden folgte, und erwarb sich ein Vermögen. 1765 wurde er urkundlich in Dresden als Bediensteter des Hoffaktors Joseph Jonas Meyer genannt. Die sächsischen Regierungsbeamten, vor allem Graf Joseph von Bolza, lernten ihn schätzen und berieten sich oft in Staatsangelegenheiten mit ihm. 1769 erhielt er die Konzession als „Hoffactor“. Er bewohnte zunächst ein Haus am Altmarkt sowie ein Landhaus mit Garten in Briesnitz, das er als „Haus Priesnitz“ (sic!) bezeichnete. Mit diesem „Landsitz“ bewarb er sich beim Kaiser um einen Freiherrntitel, der ihm auch bewilligt wurde. Da er sich jedoch weigerte, den jüdischen Glauben abzulegen, wurde ihm der Titel wieder genommen, worüber seine Dresdner Freunde hinwegsahen und ihn nach wie vor als Baron Adlersthal titulierten. Während der großen Kälte im Januar 1784 lobte der Dresdner Chronist Johann Christian Hasche seine Spendenbereitschaft für jüdische und christliche Arme. Nachdem Wolf Eibeschütz das Landhaus aufgegeben hatte, bezog er das Boxberg’sche Palais auf der Waisenhausstraße.
Nach dem Tod seines Bruders Mordechai näherte er sich wieder der jüdischen Gemeinde an. Die von seinem Bruder gestiftete Synagoge restaurierte er und finanzierte die Gottesdienste.